# كيب ليوين
كيب يوين /ˈluːwɪn/  وصلة=| عن هذا الصوت /ˈluːwɪn/  هي أكثر مناطق البر الرئيسي الجنوبي الغربي للقارة الأسترالية في ولاية أستراليا الغربية يبعد حوالي 173 ميلا أي 277 كم على مدينة برث.
وهي أقصى نقطة في جنوب شبه جزيرة على شكل السندان، ونهايتها الشمالية هي كيب ناتوراليست. أقرب مدينة إلى كيب ليوين هي أوغوستا، وتقع على بعد سبعة كيلومترات شمال شمال شرق. وهو واحد من ثلاثة رؤوس الجغرافية الكبرى التي يجتازها البحارة الذين يبحرون حول العالم مع رأس الرجاء الصالح وكايب هورن.
أول البشر الذين عاشوا في الرأس هم السكان الأصليون Wardandi ، الذين أطلقوا عليه اسم "Doogalup". في ديسمبر 1801بواسطة ماثيو ليندرز، أخذت اسمها من سفينة هولندية Leeuwin («اللبؤة») التي اكتشفت ورسمت جزءًا من الساحل الجنوبي الغربي لأستراليا في مارس 1622. ليوين كانت السفينة الأوروبية السابعة لرؤية القارة الأسترالية.

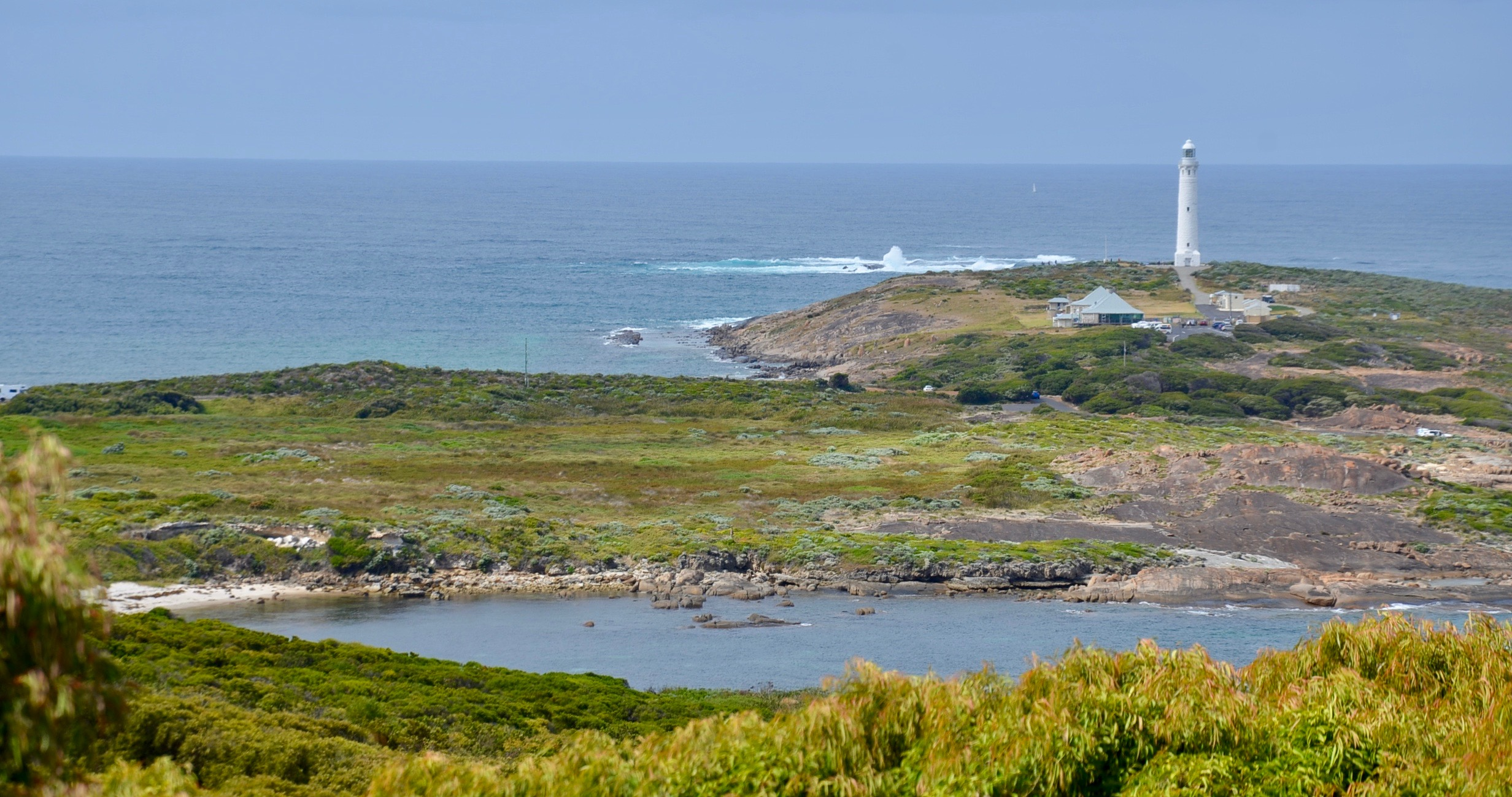
منطقة كيب ليوين. المنارة والأكواخ العلوية اليمنى ، مع سيارات متوقفة في موقف سيارات المنارة. الأمواج المتكسرة تقع في أقصى نهاية الأرض خلف المنارة. الطريق إلى أوغوستا مخفي بالنباتات. المستنقع والربيع اللذين يزودان عجلة الماء في منتصف الأرض. كان يوم التقاط الصورة هادئًا على الجانبين ، وقد يُشاهد يختًا على يسار المنارة على بعد.

يوجد في راس منارة، منارة كيب ليوين.

## متنزه قومي
التلال في الغرب المنارة، والأرض المجاورة هي الآن جزء من حديقة الوطنية. لديها نباتات صحية واسعة النطاق وكذلك أنواع الطيور التي تستخدم هذا الموطن. الخليج الذي يقع شرق كيب ليوين مباشرة هو خليج فليندرز، الذي سمي على اسم ماثيو فليندرز، المستكشف المنتقل حول الطقوس في أوائل القرن التاسع عشر.

## انظر أيضا

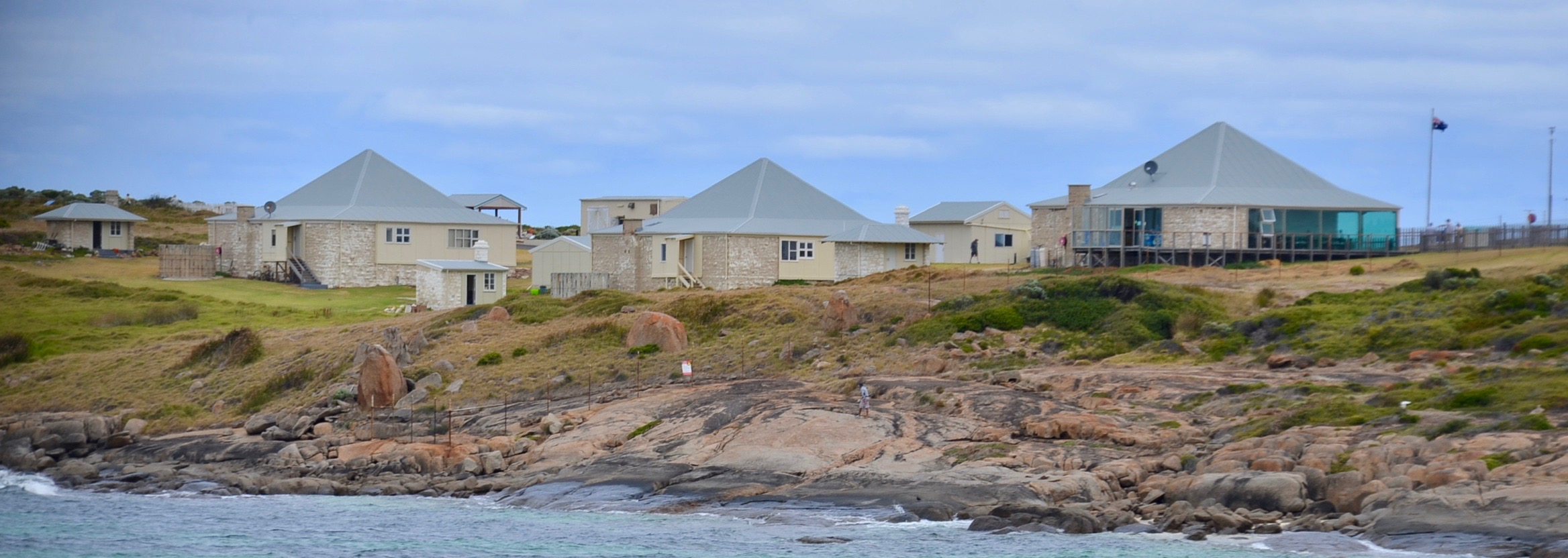
الأكواخ من الشرق ، كيب ليوين